# Han Hye-jin
Han Hye-jin (em coreano:  한혜진, nascida a 27 de outubro de 1981) é uma atriz sul coreana. Participou em vários filmes e séries televisivas designadamente nas séries Be Strong Geum Soon (2005) e Jejoongwon (2010) e filmes como Yongseoneun Eupda em 2010. De 2011 a 2013 tem vindo a tornar-se uma conhecida apresentadoras no Talk Show Healing Camp, Aren't You Happy.

## Filmografia
- Rise of the Guardians (2012) (animated, Korean dubbing)[4]
- 26 Years (2012)[5]
- Yongseoneun Eupda (2010)
- Hi! Dharma 2: Showdown in Seoul (2004)
- R. U. Ready? (2002)
- Magic Thumping (curta-metragem, 2001)

## Séries televisivas
- Syndrome (jTBC, 2012)
- The Thorn Birds (KBS2, 2011)
- Jejungwon (SBS, 2010)
- Terroir (SBS, 2008)
- Jumong (MBC, 2006-2007)
- Be Strong, Geum-soon! (MBC, 2005)
- The Age of Heroes (MBC, 2004-2005)
- TV Novel "You Are a Star" (KBS1, 2004-2005)
- New Human Market (SBS, 2004)
- Drama City "Sweet 18" (KBS2, 2003)
- 1% of Anything (MBC, 2003)
- Inspector Park Moon-soo (MBC, 2002)
- I Love You, Hyun-jung (MBC, 2002)
- Romance (MBC, 2002)
- Friends (MBC, 2002)

## Programas
- Healing Camp, Aren't You Happy (SBS, 2011-2013)
- Running Man (SBS, 2013) (aparição no episódio 134)

## Awards
- 2012 SBS Entertainment Awards: Excellence Award in a Talk Show (Healing Camp)
- 2012 Korean Womenlink: Green Media Award (Healing Camp)[2]
- 2012 Mnet 20's Choice Awards: 20's Variety Star (Healing Camp)[6]
- 2011 KBS Drama Awards: Popularity Award (The Thorn Birds)
- 2011 SBS Entertainment Awards: Best New MC, Talk Show category (Healing Camp)[7]
- 2010 SBS Drama Awards: Producers' Award (Jejungwon)
- 2007 Korea International Jewelry & Watch Fair: Best Jewelry Lady
- 2006 MBC Drama Awards: Top Excellence Award, Actress (Jumong)
- 2005 MBC Drama Awards: Top Excellence Award, Actress (Be Strong, Geum-soon!)
- 2005 Korea Visual Arts Festival: Photogenic Award, Drama category (Be Strong, Geum-soon!)
- 2004 KBS Drama Awards: Best New Actress (You Are a Star)